# Achtergesteld deposito
Een achtergesteld deposito is een achtergestelde lening in de vorm van een deposito bij een bank. Een achtergesteld deposito verschilt in die zin van een gewoon deposito dat bij een faillissement van de bank de terugbetaling pas plaatsvindt als alle andere schuldeisers zijn afbetaald. 
Bij dit hogere risico hoort doorgaans een hogere rentevergoeding.
Verder valt een achtergesteld deposito, in tegenstelling tot een normaal deposito, in het algemeen niet onder het depositogarantiestelsel van De Nederlandsche Bank. 
De vraag of een achtergesteld deposito wel of niet onder het depositogarantiestelsel valt, is afhankelijk van de specifieke formulering van de contractvoorwaarden en de aanwending van het ingelegde geld door de bank. De exacte condities worden weergegeven in de Europese richtlijn 94/19/EG aangaande de toepassing van het depositogarantiestelsel voor lidstaten van de EU. 
Op 30 juni 2011 heeft het College van Beroep voor het Bedrijfsleven in een eindvonnis in hoger beroep bepaald dat De Nederlandsche Bank houders van achtergestelde deposito's van de DSB Bank ten onrechte heeft uitgesloten van dekking onder het depositogarantiestelsel.